# چون کیونگ-هوا
چون کیونگ-هوا (انگلیسی: Chon Kyong-hwa؛ زادهٔ ۷ اوت ۱۹۸۳) بازیکن فوتبال اهل کره شمالی بود.
وی همچنین در تیم ملی فوتبال زنان کره شمالی بازی کرده است.